# Ludwig Zichner

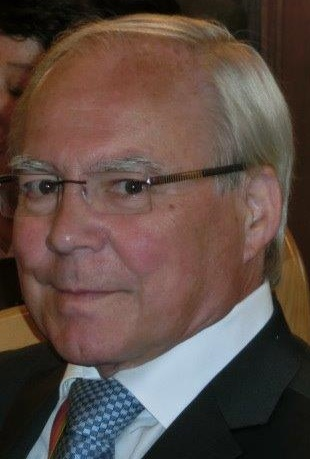
Ludwig Zichner, vor 2014

Ludwig Zichner (* 13. Februar 1942 in Berlin; † 7. Januar 2025) war ein deutscher Orthopäde.

## Lebensweg
Nach dem Abitur studierte Ludwig Zichner ab 1961 an der Eberhard Karls Universität Tübingen, der Albert-Ludwigs-Universität Freiburg, der Universität Wien und der Medizinischen Akademie Düsseldorf Medizin. Er wurde Mitglied des Corps Franconia Tübingen (1961) und des damals in Düsseldorf ansässigen Corps Marchia Brünn (1965). Nach dem Staatsexamen im Dezember 1966 wurde er in Düsseldorf im Februar 1967 zum Dr. med. promoviert. Von 1967 bis 1968 war er Medizinalassistent am Universitätsklinikum Düsseldorf und am Universitätsklinikum Essen. 1969 ging er als Assistenzarzt an das Universitätsspital Zürich, wo er bis März 1970 in der Pathologie und dann bis September 1972 in der Unfallchirurgie tätig war. Im Oktober 1972 wechselte er als Assistenzarzt an die Orthopädische Universitätsklinik Friedrichsheim. Dort wurde er im April 1975 Facharzt für Orthopädie. Er habilitierte sich 1977 und wurde Oberarzt. Seit 1979 Leitender Oberarzt, wurde er 1982 von der Johann Wolfgang Goethe-Universität Frankfurt am Main zum apl. Professor ernannt. Von August 1987 bis April 1992 war er Chefarzt der Orthopädischen Klinik der Städtischen Kliniken Frankfurt-Höchst. Im Mai 1992 wurde er als Ordinarius und Ärztlicher Direktor des Friedrichsheims berufen. Im März 2007 wurde er emeritiert.
Seine Forschungsschwerpunkte waren Biomaterial, Endoprothetik, systemische Skeletterkrankungen, Elektrostimulation der Ossifikation und Knochenstoffwechsel.
Gemeinsam mit Carl Joachim Wirth gab er ein „Standardwerk“ für Orthopädie und Orthopädische Chirurgie heraus.

## Ehrenämter
- Leitung der AFOR-Kurse in der Schweiz (1989–1999)
- Präsident der Vereinigung für Grundlagenforschung innerhalb der DGOOC (1991–1996)
- Präsident der Deutschen Gesellschaft für Orthopädie und Traumatologie, DGOT (1993/94)
- Vizepräsident der European Federation of National Associations of Orthopaedics and Traumatology, EFORT (1993–1995)
- Gründungspräsident (1994) und Ehrenmitglied (1996) der Deutschen Vereinigung für Orthopädische Sporttraumatologie, DVOST[6].
- Ehrenvorsitzender der DVOST[7].
- Präsident der Deutschen Gesellschaft für Plastische Wiederherstellungschirurgie, DGPC (2000/01)
- 1. Vorsitzender des Sportärzteverbandes Hessen (2004–2010)
- Vorstandsvorsitzender des Deutschen Orthopädischen Geschichts- und Forschungsmuseums[8].

## Veröffentlichungen (Auswahl)
- Elektrostimulation des Knochens, in Bibliothek des Orthopäden, Band 42, F. Enke, Stuttgart 1984.
- Comparison of Alumina – Polyethylene and Metal – Polyethylene in Clinical Trials, Band 282, 1992
- Handbuch der Orthopädie und Orthopädischen Chirurgie, 8 Bände. Thieme, Stuttgart 2002–2005.
- Orthopädie – Geschichte und Zukunft, Darmstadt, 1999.
- Geschichte operativer Verfahren an den Bewegungsorganen, Darmstadt, 2000.
- Geschichte konservativer Verfahren an den Bewegungsorganen, Darmstadt, 2001.
- mit Michael A. Rauschmann und Klaus-Dieter Thomann: Johann Georg Heine. Vom Instrumentenbauer zum Gründer der ersten Orthopädischen Heilanstalt Deutschlands. In: Orthopädie-Mitteilungen. 1, 2001, S. 34–36.
- Geschichte der Grenzgebiete der Orthopädie , Darmstadt, 2002
- Erst- und Früh-Beschreibungen orthopädischer Krankheitsbilder, Darmstadt, 2003.